# Šterusy
Šterusy je naseljeno mjesto u okrugu Piešťany u Trnavskom kraju u Slovačkoj.

## Stanovništvo
| Godina:     | 1993. | 2003.   | 2013.   | 2023.   |
| ----------- | ----- | ------- | ------- | ------- |
| Broj ljudi: | 520   | 510     | 508     | 468     |
| Razlika:    |       | -1,92 % | -0,39 % | -7,87 % |

| Godina:     | 2022. | 2023.   |
| ----------- | ----- | ------- |
| Broj ljudi: | 474   | 468     |
| Razlika:    |       | -1,26 % |

Prema podacima o broju stanovnika iz 2023. godine naselje je imalo 468 stanovnika.

## Vanjske poveznice
|  | Zajednički poslužitelj ima još gradiva o temi Šterusy |

- Službena stranica naselja (sl.)